# Regino Hernández
Regino Hernández Martín, né le 25 juillet 1991 à Ceuta, est un snowboardeur espagnol, spécialiste du snowboardcross. En février 2018, il remporte une médaille de bronze aux Jeux olympiques de Pyeongchang.

## Biographie
Regino Hernández participe aux Jeux olympiques d'hiver de 2010, 2014 et 2018.
Il termine à la 31e place aux JO de 2010 à Vancouver, à la 21e place aux JO de 2014 à Sotchi et il gagne la médaille de bronze aux JO de 2018 de Pyeongchang.
Il remporte la médaille d'argent aux championnats du monde de 2017 avec Lucas Eguibar dans la modalité de cross par équipes.
Il annonce en novembre 2021 vouloir arrêter sa carrière après les Jeux olympiques d'hiver de 2022 pour lesquels la fédération espagnole des sports d'hiver dit qu'il est qualifié et pressenti pour être porte-drapeau de la délégation espagnole. En janvier 2022, il déclare arrêter sa carrière internationale avec effet immédiat, il est présent aux Jeux olympiques en tant que consultant pour la version espagnole de la chaîne Eurosport,,.

## Palmarès

### Jeux olympiques
| Épreuve / Édition   | Snowboardcross |
| ------------------- | -------------- |
| JO 2010 Vancouver   | 31e            |
| JO 2014 Sotchi      | 21e            |
| JO 2018 Pyeongchang | Bronze         |

### Championnats du monde
| Épreuve / Édition           | Snowboardcross | Half-pipe |
| --------------------------- | -------------- | --------- |
| Mondiaux 2009 Gangwon       | 24e            | -         |
| Mondiaux 2011 La Molina     | 37e            | DNS       |
| Mondiaux 2013 Stoneham      | 38e            | -         |
| Mondiaux 2015 Kreischberg   | 9e             | -         |
| Mondiaux 2017 Sierra Nevada | 33e            | -         |

### Coupe du monde
- Meilleur classement en cross : 11e en 2015.
- 1 podium en snowboardcross.

#### Différents classements en coupe du monde
| Année/Classement | Année/Classement | Snowboarccross | Snowboarccross |
| ---------------- | ---------------- | -------------- | -------------- |
| Année/Classement | Année/Classement | Class.         | Points         |
| 2009             | 2009             | 52e            | 158            |
| 2010             | 2010             | 48e            | 140            |
| 2011             | 2011             | -              | -              |
| 2012             | 2012             | 65e            | 58             |
| 2013             | 2013             | 52e            | 161            |
| 2014             | 2014             | 13e            | 1432           |
| 2015             | 2015             | 11e            | 710            |
| 2016             | 2016             | 33e            | 576            |
| 2017             | 2017             | 17e            | 935.4          |

### Championnats du monde juniors
| Épreuve / Édition        | Snowboardcross | Slopestyle | Halfpipe | Big Air |
| ------------------------ | -------------- | ---------- | -------- | ------- |
| Mondiaux 2008 Valmalenco | 10e            | -          | 54e      | 49e     |
| Mondiaux 2009 Nagano     | 9e             | -          | 24e      | -       |
| Mondiaux 2011 Valmalenco | Or             | 47e        | 17e      | -       |